# The Editor
Pour plus de détails, voir Fiche technique et Distribution.
The Editor est une comédie d'horreur canadienne coproduite, coécrite, interprétée et réalisée par Adam Brooks et Matthew Kennedy et sorti en 2014.

## Fiche technique
- Titre original : The Editor
- Titre français :
- Titre québécois :
- Réalisation : Adam Brooks et Matthew Kennedy
- Scénario : Adam Brooks, Matthew Kennedy
- Décors : Maryam Decter
- Direction artistique :
- Costumes :
- Photographie : Sasha Moric
- Son :
- Montage : Adam Brooks
- Musique :
- Production : Adam Brooks et Matthew Kennedy
- Sociétés de production :
- Société de distribution :
- Pays de production :  Canada
- Langue originale : Anglais
- Format :
- Genre : Comédie horrifique
- Durée : 102 minutes
- Date de sortie : 
  - Canada : 11 septembre 2014 (festival international du film de Toronto 2014)

## Distribution
- Matthew Kennedy : Peter Porfiry
- Adam Brooks : Ray Ciso
- Paz de la Huerta : Josephine Jardin
- Udo Kier : Dr. Casini
- Laurence R. Harvey : le père Clarke
- Samantha Hill : Bella
- Conor Sweeney : Cal Konitz
- Tristan Risk : Veronica